# MTV Grécia
MTV Grécia foi um canal de televisão regional gratuito grego lançado em 1 de setembro de 2008, substituindo a Smart TV. De propriedade da Radio TV Piraeus S.A., fechou repentinamente em 11 de janeiro de 2016, um ano antes do fim do licenciamento da marca MTV, apesar dos bons índices de audiência.
A MTV Grécia costumava transmitir principalmente música britânica, estadunidense e grega, programas originais da MTV como Date My Mom, Made, Nitro Circus, Room Raiders, America's Most Smartest Model, etc. legendados em grego, bem como três programas originais gregos (Hitlist Hellas, MTV Pulse, MTV Take 20). Estava disponível na televisão terrestre em Atenas e via satélite para o resto do país e Chipre. A MTV também lançou a MTV Plus, um canal regional derivado em Salônica.
O evento de lançamento da MTV Grécia ocorreu no Panathinaiko Stadium em 5 de outubro de 2008 com apresentações ao vivo de R.E.M., Kaiser Chiefs, Gabriella Cilmi e C Real. O concerto também foi transmitido ao vivo na Itália, França, Portugal e Espanha pela MTV. Em 9 de outubro de 2009 a MTV organizou o primeiro MTV Day, uma celebração pelo 1º ano de exibição na Grécia.
A MTV realizou um concerto no Olympic Indoor Hall, em Atenas, com as apresentações de Myronas Stratis, Professional Sinnerz, Moral, Aloha From Hell e Tokio Hotel. O concerto foi gravado e posteriormente exibido no MTV World Stage.
Um sinal de alta definição do canal foi lançado em 17 de outubro de 2011.
Em 17 de dezembro de 2015, foi anunciado que o canal seria descontinuado, pois Radio TV Piraeus S.A decidiu encerrar sua cooperação com a Viacom, que havia licenciado a marca MTV para uso na Grécia. Foi encerrada em 11 de janeiro de 2016 e substituído por Rise na televisão terrestre. Além disso, nos provedores de TV por assinatura OTE TV e Nova, foi substituído pela MTV Europe e MTV Live.